# Луговой (Волгоградская область)
Луговой — посёлок в Светлоярском районе Волгоградской области, в составе Приволжского сельского поселения.

## География
Посёлок Луговой расположен в 5,5 км к западу от посёлка Приволжский на правом берегу реки Малая Тингута.

## История
Основан как отделение № 1 совхоза № 8 «Приволжский». Наименование «Луговой» присвоено Решением Волгоградского облисполкома от 10 сентября 1966 года № 20/531.

## Население
| 2010 |
| ---- |
| 467  |

## Инфраструктура
Действовало отделение совхоза «Приволжский». Личное подсобное хозяйство.